# União Democrática (França)
A União Democrática (UD) é o nome de dois grupos parlamentares franceses de orientação republicana que existiram na Assembleia Nacional Francesa, nas décadas de 1880 e 1900, durante a Terceira República Francesa.

## Características

### Primeiro grupo: centrismo (1882-1885)
Surgindo da transformação da "Esquerda Republicana", em 3 de fevereiro de 1882, após a queda do Gabinete Gambetta, reuniu, entre 1882 e 1885, Republicanos moderados próximos a Jules Ferry e Charles de Freycinet, bem como os membros remanescentes da "Centro Esquerda". A principal diferença em relação ao grupo "União Republicana" era que este último reunia apoiadores de Léon Gambetta. Em 13 de maio de 1882, Marie François Sadi Carnot foi eleito presidente do grupo parlamentar.
Era então o segundo maior grupo político na Assembleia Nacional, com aproximadamente 170 membros. Republicanos no governo, seus membros apoiaram todos os ministérios sucessivos de 1882 a 1885. Eles enfrentaram a concorrência, à esquerda, da "Extrema Esquerda Radical" de Georges Clemenceau, da "Esquerda Radical" de René Goblet e da União Republicana, e à direita, da Centro Esquerda e da "União da Direita". Após o forte declínio nas eleições legislativas de 1885, os membros da União Democrática formaram a "União das Esquerdas" com a União Republicana gambettista. O grupo contava então com 200 membros.

### Segundo grupo: esquerda (1902-1910)
Mais tarde, e muito mais próximo dos radicais, a segunda União Democrática foi criada em 1902 para suceder a "União Progressista", reunindo republicanos moderados que apoiavam o Gabinete Waldeck-Rousseau. Mas, em 1905, os apoiadores mais leais de Émile Combes se separaram para formar o grupo da "Esquerda Democrática". Na época, contava com apenas cerca de cinquenta membros, oscilando entre a oposição e o apoio moderado ao governo.
Em 1910, quando a dupla filiação foi rejeitada pela maioria dos outros grupos, o grupo desapareceu.